# Danville (Washington)
Danville az Amerikai Egyesült Államok északnyugati részén, Washington állam Ferry megyéjében elhelyezkedő statisztikai település. A 2010. évi népszámlálási adatok alapján 34 lakosa van.

## Történet
A településen 1897-ben féltucatnyi vállalkozás, valamint egy postahivatal működött, emellett itt jelent meg a megye első újsága (Reservation Record). Ugyanezen évben a Nelson testvérek az országhatáron egy boltot nyitottak, melynek északi bejáratát a kanadaiak, déli bejáratát pedig az USA lakói használhatták; később a hatóságok adóelkerülés gyanúja miatt az üzletet bezáratták. 1899-ben megalakult Nelson, amely a megye első városa volt. 1901-ben a Great Northern Railway vasútvonala elérte a települést. A Brit Columbia-i Nelsonnal való összekeverhetőség miatt a vasúti tisztviselők a város nevét a Danville Mining Companyre utalva Danville-re módosították. Miután a bányák bezártak, a település jelentősége csökkent.
Az 1920-as évek alkoholtilalma során Danville a whiskycsempészek központja lett; a lebukás ellen az alkoholt a helyiek útmutatása során korábban használt útvonalakon szállították. A tilalom feloldásával a város hanyatlásnak indult, továbbá többször is tűz ütött ki. Később feltételezték, hogy Jennings békebíró pénzt hamisít.
Mikor John Falconer földmérő 1912-ben a városban dolgozott, egy zivatar során villám csapott a település déli részén álló fába, ami lángra lobbant. Falconer egy vadászösvényt használva, lóháton indult a tűz eloltására; mindeközben eleredt az eső, és mire Falconer a fához ért, a tűz kialudt. Az úton John Falconer egy követ talált, amit hazavitt, és feltételezte, hogy piritet talált. Később kiderült, hogy a kőben arany van; az ötven uncia (másfél kilogramm) arany unciánkénti 20,67 dolláros értékével több mint ezer dollárt ért. Falconer és felesége, valamint mások is úgy hitték, hogy az ösvény környezetében nagyobb aranytáblát találhatnak, azonban azt senki sem fedezte fel.

## Éghajlat
| Hónap                         | Jan.  | Feb.  | Már.  | Ápr.  | Máj. | Jún. | Júl. | Aug. | Szep. | Okt.  | Nov.  | Dec.  | Év    |
| ----------------------------- | ----- | ----- | ----- | ----- | ---- | ---- | ---- | ---- | ----- | ----- | ----- | ----- | ----- |
| Rekord max. hőmérséklet (°C)  | 13,9  | 13,9  | 22,8  | 32,8  | 38,9 | 38,9 | 42,8 | 41,1 | 40,6  | 29,4  | 16,1  | 12,8  | 42,8  |
| Átlagos max. hőmérséklet (°C) | −0,6  | 3,9   | 10,6  | 16,7  | 21,7 | 26,1 | 29,4 | 28,9 | 22,8  | 13,9  | 5,0   | −0,6  | 14,9  |
| Átlagos min. hőmérséklet (°C) | −8,3  | −6,1  | −3,3  | 0,0   | 4,4  | 8,3  | 10,0 | 8,9  | 4,4   | 0,0   | −3,3  | −7,8  | 0,6   |
| Rekord min. hőmérséklet (°C)  | −35,6 | −34,4 | −25,0 | −12,2 | −8,9 | −1,7 | −1,1 | −0,6 | −7,8  | −13,9 | −25,6 | −35,6 | −35,6 |
| Átl. csapadékmennyiség (mm)   | 79    | 74    | 79    | 76    | 79   | 76   | 25   | 33   | 0     | 28    | 76    | 79    | 704   |
| Forrás: The Weather Channel   |       |       |       |       |      |      |      |      |       |       |       |       |       |

## Népesség
A 2010-es népszámláláskor  34 lakója, 14 háztartása és 8 családja volt. A népsűrűség 73,9 fő/km2. A lakóegységek száma 21, sűrűségük 45,7 db/km2. A lakosok 94,1%-a fehér,      5,9%-a pedig kettő vagy több etnikumú. 
A háztartások 35,7%-ában élt 18 évnél fiatalabb. 57,1% házas,   42,9% pedig nem család. 35,7% egyedül élt; %-uk 65 éves vagy idősebb. Egy háztartásban átlagosan 2,43 személy élt; a családok átlagmérete 3,25 fő.
A medián életkor 31,5 év volt. Lakóinak 23,5%-a 18 évesnél fiatalabb, 8,8% 18 és 24 év közötti, 23,5%-uk 25 és 44 év közötti, 41,2%-uk 45 és 64 év közötti, 11,8%-uk pedig 65 éves vagy idősebb. A lakosok 64,7%-a férfi, 35,3%-a pedig nő.

## Fordítás
Ez a szócikk részben vagy egészben  a   Danville, Washington című angol Wikipédia-szócikk ezen változatának fordításán alapul.  Az eredeti cikk szerkesztőit annak laptörténete sorolja fel. Ez a jelzés csupán a megfogalmazás eredetét és a szerzői jogokat jelzi, nem szolgál a cikkben szereplő információk forrásmegjelöléseként.